# 安妮·波茨
安妮·波茨（英語：Annie Potts，1952年10月28日—），本名為安妮·漢普頓·波茨（英語：Anne Hampton Potts），是一位美國女演員。在出演《魔鬼剋星》（1984年）、《紅粉佳人》（1986年）、《東西戰爭》（1986年）、《通天神探》（1989年）以及《魔鬼剋星2》（1989年）之前，她已經憑《勇闖終極禁區》（1978年）獲得金球獎提名，並憑《瀟灑姐妹行》（1981年）贏得吉尼獎。她在《玩具總動員系列電影》的第一、第二和第四部電影（1995-1999，2019）中為寶貝配音。
在電視上，波茨曾在CBS情景喜剧《鑽石女郎》（1986年-1993年）中飾演瑪麗·喬·傑克遜·夏弗利（英語：Mary Jo Jackson Shively）。她憑在CBS處境喜劇《爭愛來作伙》（1993年-1995年）中飾演達娜·帕拉迪諾（英語：Dana Palladino）獲得1994年黃金時段艾美獎提名。她在1996年-1997年的一季ABC戲劇劇集《危險心靈》中飾演露安妮·約翰遜老師。她亦在Lifetime戲劇劇集《Any Day Now》（1998年-2002年）中飾演瑪麗·伊麗莎白·西姆斯（英語：Mary Elizabeth Sims），並憑此角色在1998年和1999年獲得美國演員工會獎提名。她的其他電視作品包括《良家賤女》（2012年）、《如此一家人》（2013年-2018年）和《少年謝爾頓》（2017 - 2024）。

## 早年生活和教育
波茨出生在田纳西州的納士維，她是鮑威爾·格里塞特·波茨（英語：Powell Grisette Potts）和多蘿西·哈里斯·波茨（英語：Dorothy Harris Potts）的第三個孩子。她和兩個姐姐在肯塔基州的富蘭克林長大，1970年她從富蘭克林-辛普森高中畢業。
波茨高中畢業後就讀於密蘇里州哥倫比亞的斯蒂芬斯學院，並獲得了劇場藝術學士學位。她和她的第一任丈夫史蒂文·哈特利（英語：Steven Hartley）曾遭遇車禍，導致她腰部以下的幾處骨頭骨折，包括雙腿複合骨折，以及失去右腳後跟；哈特利則失去了左腿。

## 職業生涯
波茨於1978年首次登上大銀幕，她與馬克·漢米爾合作出演米高梅的喜劇電影《勇闖終極禁區》，她憑該電影中的角色獲得1979年的金球獎提名。1982年，她憑藉電影《瀟灑姐妹行》中的角色贏得吉尼獎外國女演員最佳演出獎，該電影講述一位年輕女子嫁了給一名賽車手並懷上他朋友的孩子。1980年，她在情景喜剧《好時光女孩》中飾演伊迪絲·貝德爾梅耶（英語：Edith Bedelmeyer），該角色與其他三位女性（由喬治亞·恩格爾、洛娜·帕特森和弗朗辛·塔克飾演）共住一個閣樓公寓。

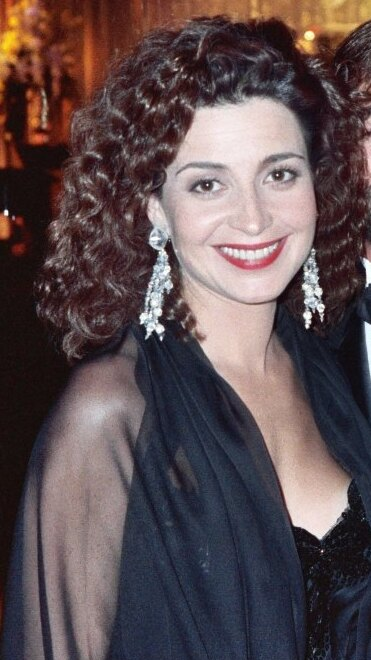
波茨在1989年出席第41屆黃金時段艾美獎頒獎典禮

波茨在《魔鬼剋星》電影系列中飾演捉鬼敢死隊秘書珍妮·梅爾尼茨；來自田納西州的波茨參考一位來自纽约的朋友的口音，創造了該角色標誌性的紐約口音。她在CBS處境喜劇《鑽石女郎》（1986年-1993年）中飾演瑪麗·喬·傑克遜·夏弗利（英語：Mary Jo Jackson Shively）後聲名鵲起，並在不同電視和電影作品中擔任各種重要角色。1994年，她憑在《爭愛來作伙》（1993年-1995年）中飾演達娜·帕拉迪諾（英語：Dana Palladino）而獲得黃金時段艾美獎喜劇類影集最佳女主角提名。她在Lifetime戲劇劇集《Any Day Now》（1998年-2002年）中飾演瑪麗·伊麗莎白·西姆斯（英語：Mary Elizabeth Sims），並憑此角色兩度獲得美國演員工會獎戲劇劇集女演員最佳演出獎提名。她的其他著名角色包括在三部《玩具總動員》電影中為寶貝配音，在尊·曉治的《紅粉佳人》中擔任配角，以及在CBS的電視劇《夏威夷神探》、《天國的女兒》、《律政俏主婦》、《好汉两个半》，ABC的電視劇《情歸何處》、《「俏」Betty》、《波城法網》中客串出演。從2005年到2009年，她在NBC的《律政風雲：風化組》中飾演常設角色蘇菲·德維爾（英語：Sophie Devere）。
1990年，波茨出演電影《德州小鎮》，該電影根據拉里·麥克默特里的同名小說改編，也是電影《最後一場電影》的續集。2009年11月17日，她在接替了霍普·戴维斯的角色，加入演出托尼獎獲獎劇《殺戮之神》後首次亮相百老匯。
2012年，波茨在ABC的喜劇戲劇劇集《良家賤女》中飾演伊麗莎白·“吉吉”·塞特（英語：Elizabeth "Gigi" Stopper），與萊斯利·比伯、克莉絲汀·錢諾維斯、詹妮弗·阿斯彭、米利亞姆·肖爾和瑪麗索爾·尼科爾斯合作。她說她對這個角色的人物描寫是基於迪克西·卡特，並補充說：“如果卡特還活著，這個角色本來會是且應該是她的。”她還在2012年霍爾馬克頻道原創音樂電影《音樂老師》（英語：The Music Teacher）中飾演主角艾莉森·戴利（英語：Alyson Daley），該電影講述一位高中音樂老師因學區預算削減而瀕臨失去她心愛的學校音樂課程，而戴利以前的學生聯合起來演出音樂劇籌集資金以挽救該課程。
2013年3月，波茨簽約出演ABC喜劇戲劇劇集《Murder in Manhattan》試播集的主角，該劇講述了一對母女合作成為業餘偵探的故事。ABC後來尋找有線電視網絡來播映該劇集，選擇不在電視聯播網上播映。2013年底，波茨被宣布將從2014年1月21日開始加入演出黛安·保盧斯廣受好評的《彼平正傳》重演。她取代了托尼獎提名者托瓦·費爾德舒，飾演彼平的祖母貝爾特（英語：Berthe）。這標誌著她首次出現在百老匯音樂劇中。
從2017年開始，她在CBS處境喜劇《少年謝爾頓》中飾演康斯坦斯·“康妮”·塔克("Meemaw")。

## 個人生活
波茨是三個兒子的母親。她是斯蒂芬斯學院的董事會成員，多年來一直致力於為學院籌款。

## 作品列表

### 電影
| 年份 | 標題                     | 角色                       | 附註     |
| ---- | ------------------------ | -------------------------- | -------- |
| 1978 | 《勇闖終極禁區》         | 凡妮莎（英語：Vanessa）           |          |
| 1978 | 《吉普賽之王》           | 佩爾薩（英語：Persa）           |          |
| 1981 | 《瀟灑姐妹行》           | 邦妮·霍華德（英語：Bonnie Howard）      |          |
| 1984 | 《魔鬼剋星》             | 珍妮·梅爾尼茨              |          |
| 1984 | 《激情犯罪》             | 艾米·格雷迪（英語：Amy Grady）      |          |
| 1986 | 《紅粉佳人》             | 愛奧那（英語：Iona）           |          |
| 1986 | 《東西戰爭》             | 麗茲·卡爾森（英語：Liz Carlson）      |          |
| 1987 | 《天降財神》             | 路易絲（英語：Louise）           |          |
| 1988 | 《色誘天堂》             | 達拉·波特（英語：Darla Porter）        |          |
| 1988 | 《天下父母心》           | 她自己                     | 客串     |
| 1989 | 《通天神探》             | 海倫·唐寧（英語：Helen Downing）        |          |
| 1989 | 《魔鬼剋星2》            | 珍妮·梅爾尼茨              |          |
| 1990 | 《德州小鎮》             | 卡拉·傑克遜（英語：Karla Jackson）      |          |
| 1992 | 《分手方情式》           | 瑪麗·克林利奇（英語：Mary Klinglitch）    |          |
| 1995 | 《玩具总动员》           | 寶貝                       | 配音角色 |
| 1999 | 《玩具总动员2》          | 寶貝                       | 配音角色 |
| 2004 | 《猫王不在了》           | 雪兒（英語：Shirl）             |          |
| 2007 | 《The Sunday Man》       | 卡爾普夫人（英語：Mrs. Culp）       | 短片     |
| 2014 | 《我的翻轉人生》         | 哈利阿姨（英語：Aunt Harley）         |          |
| 2015 | 《As Good As You》       | 勞拉·伯格醫生（英語：Dr. Laura Berg）    |          |
| 2016 | 《捉鬼敢死隊》           | 酒店服務員瓦內薩（英語：Vanessa the hotel clerk） | 客串     |
| 2016 | 《All at Once》          | 金妮·麥克斯韋（英語：Ginny Maxwell）    |          |
| 2017 | 《幽默的我》             | 迪伊（英語：Dee）             |          |
| 2017 | 《伊茲大鬧洛杉磯》       | 瑪麗（英語：Mary）             |          |
| 2018 | 《週年快樂》             | 黛安（英語：Diane）             |          |
| 2019 | 《玩具總動員4》          | 寶貝                       | 配音角色 |
| 2021 | 《鱷魚男孩阿洛》         | 埃德米（英語：Edmée）           | 配音角色 |
| 2021 | 《捉鬼敢死隊：魅來世界》 | 珍妮·梅爾尼茨              |          |

### 電視
| 年份       | 標題                                          | 角色                                     | 附註                                       |
| ---------- | --------------------------------------------- | ---------------------------------------- | ------------------------------------------ |
| 1977       | 《Black Market Baby》                         | 琳達·克利裡（英語：Linda Cleary）                    | 電視電影                                   |
| 1977       | 《Busting Loose》                             | 海倫（英語：Helene）                           | 3集                                        |
| 1978       | 《家庭》                                      | 凱迪·懷爾德（英語：Caddy Wilde）                    | 單集：“Magic”                              |
| 1979       | 《Flatbed Annie & Sweetiepie: Lady Truckers》 | 平板卡車安妮（英語：Flatbed Annie）                   | 電視電影                                   |
| 1979       | 《願景》                                      | 艾倫（英語：Ellen）                           | 單集：“Ladies in Waiting”                  |
| 1980       | 《好時光女孩》                                | 伊迪絲·貝德爾梅耶（英語：Edith Bedelmeyer）              | 主要演員，12集                             |
| 1982       | 《Something So Right》                        | 星期日（英語：Sunday）                         | 電視電影                                   |
| 1982       | 《河口情緣》                                  | 莉莉（英語：Lily）                           | 電視電影                                   |
| 1983       | 《牛仔》（英語：Cowboy）                            | D.G.                                     | 電視電影                                   |
| 1983       | 《斯蒂爾傳奇》                                | 安妮·卡彭特（英語：Annie Carpenter）                    | 單集：“Steele Crazy After All These Years” |
| 1983－1986 | 《夏威夷神探》                                | 特蕾西·斯賓塞（英語：Tracy Spencer）                  | 2集                                        |
| 1984       | 《Why Me?》                                   | 達里亞（英語：Daria）                         | 電視電影                                   |
| 1984       | 《在晴朗午夜降臨》                            | 辛迪·米爾斯（英語：Cindy Mills）                    | 電視電影                                   |
| 1985       | 《陰陽魔界》                                  | 凱茜·洛厄裡（英語：Cathy Lowery）                    | 單集：“Wordplay”                           |
| 1986－1993 | 《鑽石女郎》                                  | 瑪麗·喬·傑克遜·夏弗利（英語：Mary Jo Jackson Shively）          | 主要演員，163集                            |
| 1987       | 《CBS學校假期特輯》                           | 凱西·桑德斯（英語：Kathy Sanders）                    | “My Dissident Mom”                         |
| 1987       | 《驚異傳奇》                                  | 貝夫賓福德夫人（聲音）         | 單集：“The Family Dog”                     |
| 1993－1995 | 《爭愛來作伙》                                | 達娜·帕拉迪諾（英語：Dana Palladino）                  | 主要演員，44集                             |
| 1995       | 《致命的情敵》（英語：Her Deadly Rival）                      | 克里斯·蘭斯福德（英語：Kris Lansford）                | 電視電影                                   |
| 1996－1997 | 《危險心靈》                                  | 露安妮·約翰遜                            | 主要演員，17集                             |
| 1997       | 《Over the Top》                              | 哈德利·馬丁（英語：Hadley Martin）                    | 主要演員，12集                             |
| 1998       | 《大力士》                                    | 繆思的緒林克斯（聲音）         | 單集：“Hercules and the Muse of Dance”     |
| 1998－2002 | 《Any Day Now》                               | 瑪麗·伊麗莎白·“M.E.”·西姆斯（英語：Mary Elizabeth “M.E.” Sims）    | 主要演員，88集                             |
| 1999       | 《英勇强尼》                                  | 牧馬人（聲音）                 | 1集                                        |
| 2003       | 《網上衛士》（英語：Defending Our Kids: The Julie Posey Story）                        | 朱莉·波西（英語：Julie Posey）                      | 電視電影                                   |
| 2004       | 《Huff》                                      | 多麗絲·約翰遜（英語：Doris Johnson）                  | 4集                                        |
| 2004－2005 | 《天國的女兒》                                | 露西·普雷斯頓中尉（英語：Lieutenant Lucy Preston）              | 11集                                       |
| 2005       | 《律政俏主婦》                                | 瑪拉·多茲醫生（英語：Dr. Marla Dodds）                  | 單集：“Divine Directions”                  |
| 2005－2009 | 《律政風雲：風化組》                          | 蘇菲·德維爾（英語：Sophie Devere）                    | 4集                                        |
| 2007       | 《情歸何處》                                  | 瑪麗·愛麗絲·奧唐奈（英語：Mary Alice O'Donnell）             | 4集                                        |
| 2008       | 《「俏」Betty》                               | 琳達（英語：Linda）                           | 單集：“Zero Worship”                       |
| 2008       | 《波城法網》                                  | 喬伊·埃斯彭森（英語：Joy Espenson）                  | 單集：“The Bad Seed”                       |
| 2008       | 《Queen Sized》                               | 瓊·貝克（英語：Joan Baker）                        | 電視電影                                   |
| 2009       | 《好汉两个半》                                | 勒諾爾（英語：Lenore）                         | 單集：“Mmm, Fish. Yum.”                    |
| 2010       | 《娶我吧》                                    | 薇薇安·卡特（英語：Vivienne Carter）                    | 迷你劇                                     |
| 2010       | 《Freshman Father》                           | 凱西·巴頓（英語：Kathy Patton）                      | 電視電影                                   |
| 2011       | 《Five》                                      | 夏洛特的媽媽（英語：Charlotte's Mom）                   | 電視電影                                   |
| 2012       | 《良家賤女》                                  | 吉吉·史都柏（英語：Gigi Stopper）                    | 主要演員，10集                             |
| 2012       | 《音樂老師》（英語：The Music Teacher）                        | 艾莉森·戴利（英語：Alyson Daley）                    | 電視電影                                   |
| 2012       | 《魚樂圈》                                    | 菲辛頓護士（聲音）             | 3集                                        |
| 2012       | 《动物诊所》                                  | 弗吉尼亞·科爾曼（英語：Virginia Coleman）                | 2集                                        |
| 2013－2018 | 《如此一家人》                                | 莎朗·埃爾金（英語：Sharon Elkin）                    | 11集                                       |
| 2013       | 《忍者好小子》                                | 黃褐色的辛瓦爾德（聲音）       | 單集：“Stank'd to the Future/Wave Slayers” |
| 2013       | 《醫人當自強》                                | 喬伊斯（英語：Joyce）                         | 單集：“Map of You”                         |
| 2014       | 《Instant Mom》                               | 羅伯塔·蒙哥馬利（英語：Roberta Montgomery）                | 單集：“True Romance”                       |
| 2014       | 《美味新關係》                                | 唐娜·卡明斯基（聲音）          | 單集：“Pilot”，未記名                      |
| 2015       | 《重案組》                                    | 克拉麗莎（英語：Clarissa）                       | 單集：“Special Master: Part Two”           |
| 2015       | 《重返犯罪現場：新奧爾良》                    | 奧利維亞·布羅迪（英語：Olivia Brody）                | 單集：“Broken Hearted”                     |
| 2015－2016 | 《芝加哥醫情》                                | 海倫·曼寧（英語：Helen Manning）                      | 常設角色；5集                              |
| 2016       | 《醜聞》                                      | 路易絲·貝克（英語：Louise Baker）                    | 單集：“Buckle Up”                          |
| 2016       | 《上流名醫》                                  | 薩卡尼夫人（英語：Mrs. Sacani）                     | 2集                                        |
| 2017－2024 | 《少年謝爾頓》                                | 康斯坦斯·“康妮”·塔克("Meemaw")（英語：Constance "Connie" Tucker ("Meemaw")） | 主要演員                                   |
| 2021       | 《I Heart Arlo》                              | 埃德米（聲音）                 | Netflix原創動畫劇集                        |

### 電子遊戲
| 年份 | 標題                                     | 角色          | 附註 |
| ---- | ---------------------------------------- | ------------- | ---- |
| 1995 | 《迪士尼動畫故事書》                     | 寶貝          | 配音 |
| 1999 | 《玩具总动员2：拯救巴斯光年》            | 寶貝          | 配音 |
| 2009 | 《捉鬼敢死隊：電子遊戲》                 | 珍妮·梅爾尼茨 | 配音 |
| 2010 | 《反斗奇兵：電子遊戲》                   | 寶貝          | 配音 |
| 2016 | 《迪士尼魔法王國》（英語：Disney Magic Kingdoms）             | 寶貝          | 配音 |
| 2019 | 《捉鬼敢死隊：電子遊戲重製版》（英語：Ghostbusters: The Video Game Remastered） | 珍妮·梅爾尼茨 | 配音 |

### 舞台
| 年份      | 標題         | 角色             | 附註       |
| --------- | ------------ | ---------------- | ---------- |
| 2009-2010 | 《殺戮之神》 | 安妮特（英語：Annette） |            |
| 2014      | 《彼平正傳》 | 貝爾特（英語：Berthe） | 百老匯劇院 |

### 獎項和提名
| 年份 | 獎項             | 類別                   | 提名作品         | 結果 |
| ---- | ---------------- | ---------------------- | ---------------- | ---- |
| 1979 | 金球獎           | 年度新星——女演員       | 《勇闖終極禁區》 | 提名 |
| 1982 | 吉尼獎           | 外國女演員最佳演出     | 《瀟灑姐妹行》   | 獲獎 |
| 1994 | 黃金時段艾美獎   | 喜劇類影集最佳女主角   | 《爭愛來作伙》   | 提名 |
| 1998 | 美國演員工會獎   | 戲劇劇集女演員最佳演出 | 《Any Day Now》  | 提名 |
| 1999 | 美國演員工會獎   | 戲劇劇集女演員最佳演出 | 《Any Day Now》  | 提名 |
| 2019 | 评论家选择电影奖 | 喜劇劇集最佳女配角     | 《少年謝爾頓》   | 提名 |

## 外部連結
- 安妮·波茨在互联网电影资料库（IMDb）上的資料（英文）
- Annie Potts （页面存档备份，存于） on CBS.com
- 在AllMovie上安妮·波茨的頁面（英文）
- Annie Potts在TV Guide